# Amblyopone longidens
Amblyopone longidens é uma espécie de formiga do gênero Amblyopone.